# El Mansoura Sporting Club
L'El Mansoura Sporting Club è una società calcistica di Mansura, Egitto. Milita nella seconda divisione del campionato nazionale. Fondato nel 1932 come El-Nady El-Malaky e rifondato nel 1949 come El-baladia, ha assunto l'attuale denominazione nel 1971.

## Palmarès

### Altri piazzamenti
- Coppa d'Egitto:

Finalista: 1995-1996
- Coppa delle Coppe d'Africa:

Semifinalista: 1997

## Rosa 2009-2010
| N. |                   | Ruolo | Calciatore            |
| -- | ----------------- | ----- | --------------------- |
| 1  | Egitto (bandiera) | P     | Mahmoud Abou El-Saoud |
| 3  | Egitto (bandiera) | D     | Abdelaziz Hassan      |
| 4  | Egitto (bandiera) | D     | Saad Mohsen           |
| 5  | Egitto (bandiera) | D     | Hossam El-Garhy       |
| 7  | Egitto (bandiera) | C     | Ahmed El Saay         |
| 9  | Egitto (bandiera) | A     | Mohamed Fadl          |
| 10 | Egitto (bandiera) | A     | Wally Elmawafy        |
| 13 | Egitto (bandiera) | D     | Ahmed Abdul-Hakam     |
| 14 | Egitto (bandiera) | C     | Mohamed Elsadat       |
| 17 | Egitto (bandiera) | D     | Reda Elsherbeny       |
| 20 | Egitto (bandiera) | C     | Ibrahim Marzouk       |

| N. |                   | Ruolo | Calciatore         |
| -- | ----------------- | ----- | ------------------ |
| 22 | Egitto (bandiera) | C     | Aly Eid            |
| 25 | Egitto (bandiera) | C     | Sameh Nagah        |
|    | Egitto (bandiera) | D     | Ayman Aboul-Azayem |
|    | Egitto (bandiera) | D     | Mohamed Abou-Mahdi |
|    | Egitto (bandiera) | D     | Mostafa Mosaad     |
|    | Egitto (bandiera) | C     | Al-Sayed Ali       |
|    | Egitto (bandiera) | C     | Ahmed Anwar Salem  |
|    | Egitto (bandiera) | C     | Hamada Elwan       |
|    | Egitto (bandiera) | A     | Ahmed Hassan       |
|    | Egitto (bandiera) | A     | Adawy Akef         |
|    | Egitto (bandiera) | A     | Ali Diab           |